# Actinote incarum
Actinote incarum är en fjärilsart som beskrevs av Charles Oberthür 1917. Actinote incarum ingår i släktet Actinote och familjen praktfjärilar. Inga underarter finns listade i Catalogue of Life.